# Palazzo Parisio

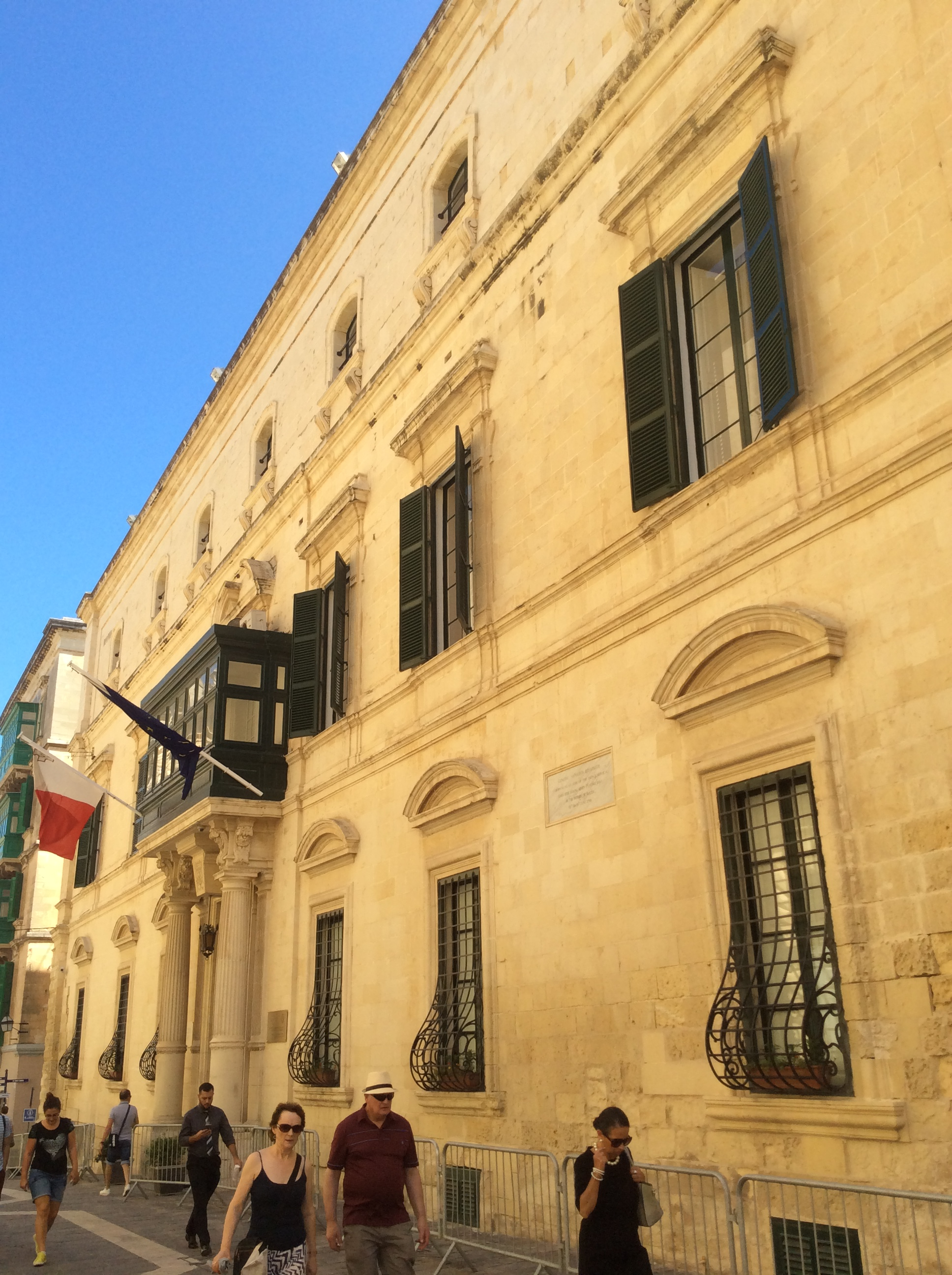
Haupteingang des Palazzo Parisio

Der Palazzo Parisio ist ein Palast in der Altstadt von Valletta auf Malta. Er wurde in den 1740ern von Domenico Sceberras erbaut. Nach einigen Eigentümerwechseln zwischen einflussreichen maltesischen Familien wurde er schließlich von der Regierung Maltas erworben und beherbergte von 1886 bis 1973 das Hauptpostamt (General Post Office). Seitdem ist er Sitz des maltesischen Außenministeriums. Die nebenanliegende Auberge de Castille ist Sitz des Premierministers von Malta.

## Geschichte
Am Standort des heutigen Palazzos befanden sich zuvor zwei Bürgerhäuser, von denen eines Chev. Fra Michel Fonterne dit la Chiesa gehörte, das andere Francesco This. Beide wurden von Fra Giovanni di Ventimiglia erworben und bildeten fortan ab 1608 einen Nießbrauch, auf den all jene Mitglieder seiner Familie zugreifen konnten, die auf Malta im maltesischen Orden dienten.
1717 wurden beide Häuser im Austausch gegen zwei andere Häuser in der Stadt an Donna Maria Sceberras übergeben, nach deren Tod an ihren Sohn Domenico Sceberras, den damaligen Titularbischof von Epiphania, die beiden Grundstücke erbte. In den 1740ern schließlich ließ Sceberras die beiden Ventimiglia-Häuser demolieren und das Palazzo Parisio an ebenjener Stelle erbauen.

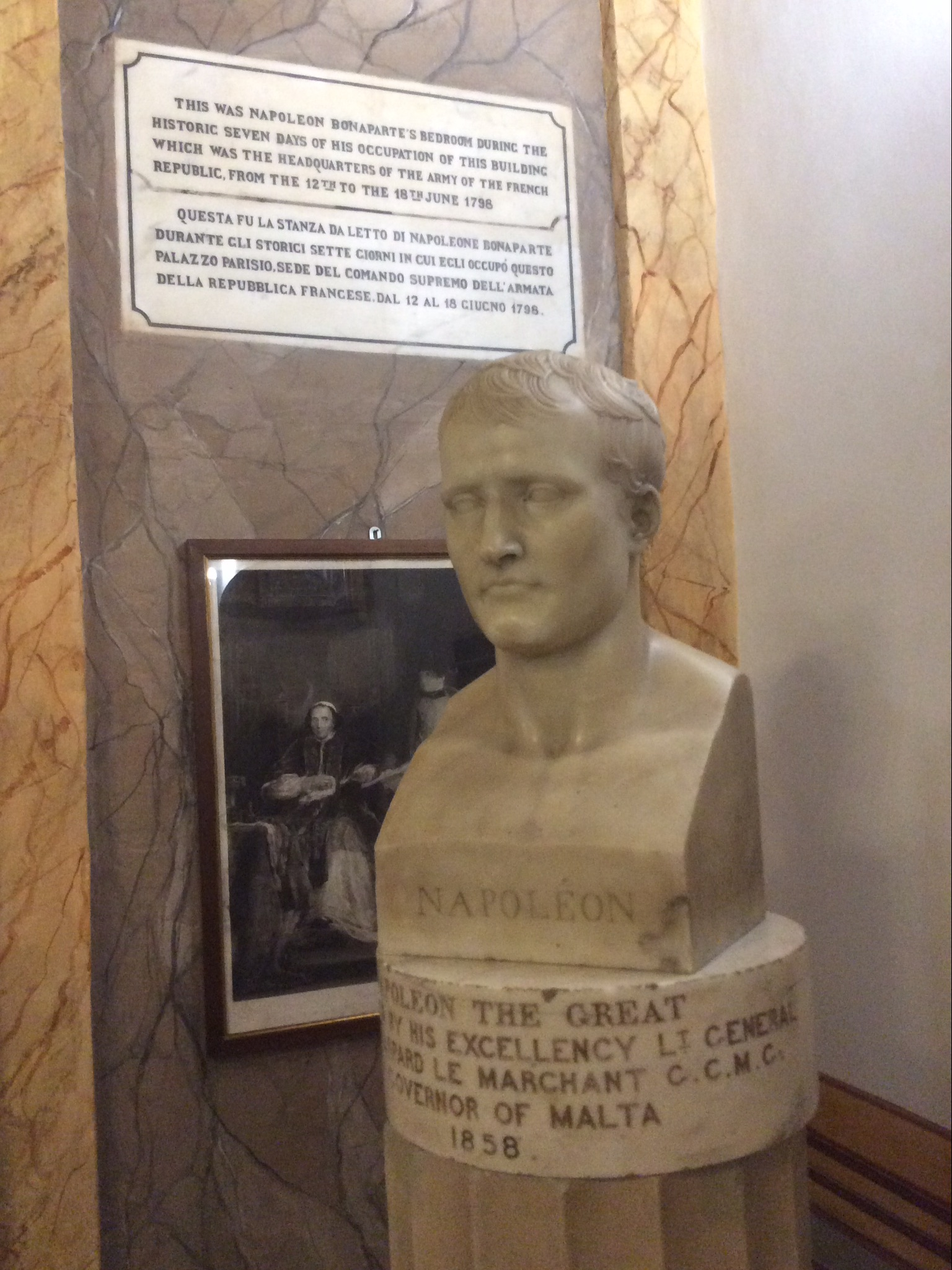
Büste von Napoleon zur Erinnerung an seinen Aufenthalt im Palazzo

Nach dem Tod Sceberras’ ging das Haus in den Besitz der Familie Muscati über. Im späten 18. Jahrhundert war das Haus im Besitz von Paolo Parisio-Muscati, der dem Gebäude den Namen Palazzo Parisio verlieh. Das Haus blieb weiterhin im Besitz der Familie Muscati bis zur französischen Besetzung im Jahre 1798. Napoleon Bonaparte betrat am 13. Juni Malta und bezog zuerst Quartier im Banca Giuratale in der Merchants Street, fand sein Quartier jedoch unpassend und zog am nächsten Tag in das Palazzo Parisio um. Dort verweilte er bis zum 20. Juni, bevor er zu seiner ägyptischen Expedition aufbrach.
Nachdem Malta 1800 ein britisches Protektorat wurde, wurde das Palazzo wieder von der Paolo Parisio-Muscati und seiner Familie bewohnt und noch im selben Jahr von Ralph Abercromby auf seiner Durchreise nach Ägypten als Unterkunft genutzt. 1841 war Baron Lynedoch als persönlicher Parisio-Muscatis zu Gast. Im selben Jahr starb schließlich Paolo Parisio-Muscati am 10. Dezember und wurde mit einem Staatsbegräbnis am Friedhof der Kirche Ta’ Ġieżu beigesetzt. In der Folge durchlief der Palazzo mehrere Besitzer, bis er schließlich von der britischen Kolonialregierung erworben wurde. Dem Erwerb ging ein Verfall des Gebäudes bis in die 1880er voraus, bevor der damalige Postmeister Ferdinand Inglott das Palazzo 1886 als Hauptquartier der Post instandsetzen setzen konnte.
Ein zweites Obergeschoss wurde im Ersten Weltkrieg hinzugefügt, um die Rechnungsprüfung der Regierung unterzubringen. Im Zweiten Weltkrieg wurde das Gebäude am 24. April 1942 bombardiert und teilweise zerstört. Nach dem Krieg wurde die Fassade wiederhergestellt, die Inneneinrichtung ging jedoch zum großen Teil verloren. 1973 siedelte das Hauptquartier der Post in die Auberge d’Italie auf der gegenüberliegenden Straßenseite um und das maltesische Außenministerium bezog die neu restaurierten Räumlichkeiten des Palazzos.

## Architektur
Das Gebäude ist ein Beispiel maltesischer Barockarchitektur, wie sie für diese Epoche Mitte des 18. Jahrhunderts auf Malta unter Emanuel Pinto de Fonseca typisch war. Es besteht aus drei Blöcken, die rund um einen Innenhof angelegt sind. Die strenge Fassade auf der Straßenseite ist dabei das einzige symmetrische Elemente, mit einem ausgeladenen Haupteingang, der von zwei freistehenden Säulen, die den Holzbalkon darüber tragen, eingerahmt wird. Umgeben wird der Haupteingang auf beiden Seiten von je drei Fenstern mit einem halbrunden Sims oberhalb der Fenster. Die Gebäudeecken  wurden ebenfalls beschmückt. Die Fenster im ersten Stock sind mit Verzierungen ausgestattet, während die Fenster im zweiten Stock relativ klein und quadratisch sind.

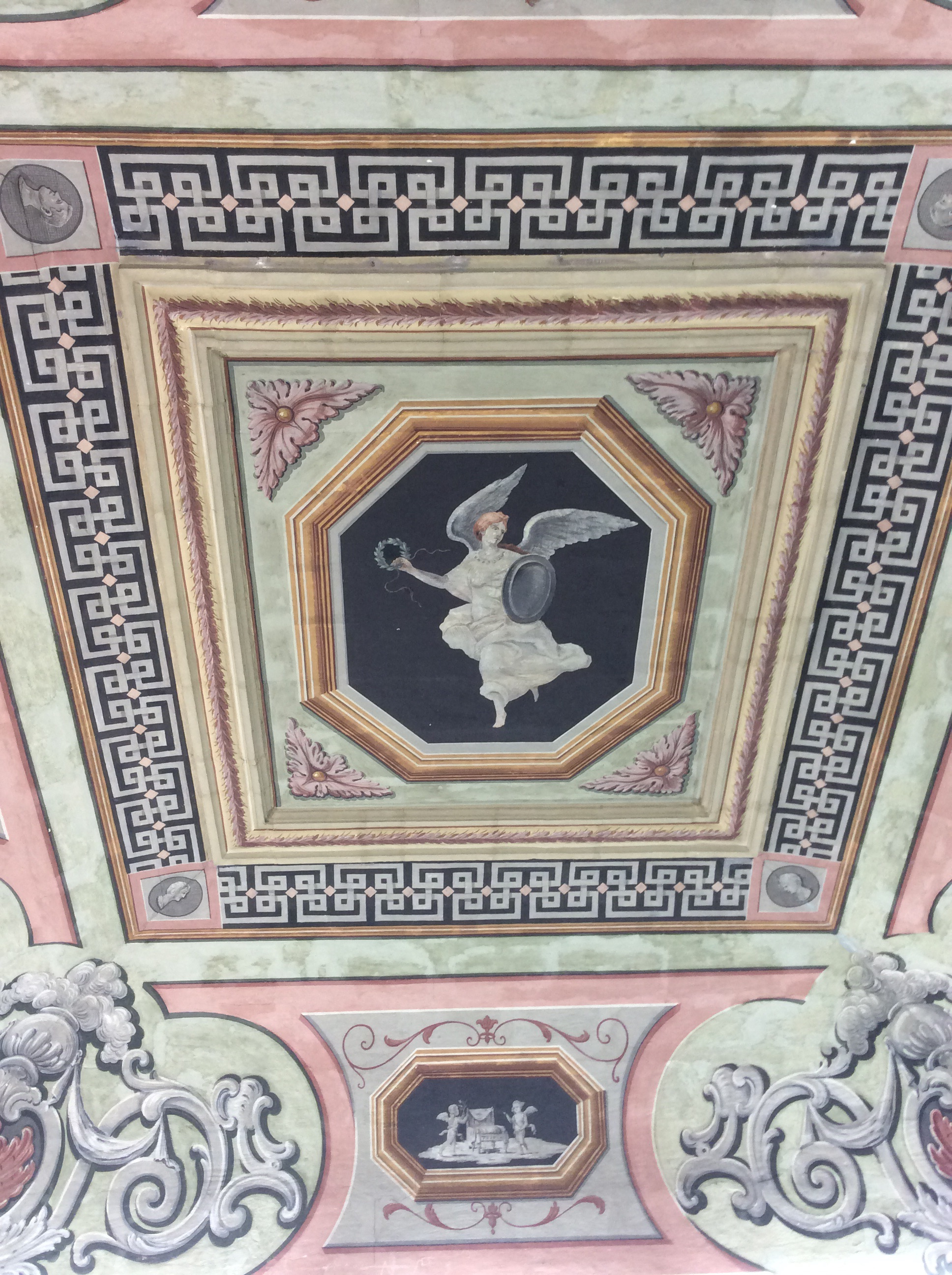
Deckenfresko im Palazzo

Im Inneren sind die Wände und Decken mit Fresken des maltesischen Malers Antonaci Grech bemalt worden, die teilweise im Zweiten Weltkrieg zerstört wurden. Die Wände sind zudem mit Gemälden geschmückt, jene von Mattia Preti sind zudem älter als das Gebäude selbst.